# Jeff Linsky
Jeff Linsky (* 12. April 1952 in Whittier, Los Angeles County) ist ein US-amerikanischer Jazzgitarrist.

## Leben und Wirken
Linsky ist als Gitarrist Autodidakt und im Bereich des brasilianischen Jazz und des Latin Jazz aktiv. Kurz hatte Unterricht auf der spanischen Gitarre bei Vicente Gomez und auf der Jazzgitarre bei Joe Pass. Von 1972 bis 1988 lebte er auf Hawaii, bevor er in die San Francisco Bay Area zurückkehrte. In Kalifornien spielte Linsky eine Reihe von Alben unter eigenem Namen ein, für Plattenlabel Kamei (1991/92), GSP, Concord Jazz und Concord Vista. Im Bereich des Jazz war er zwischen 1988 und 2014 an 17 Aufnahmesessions beteiligt.

## Diskographie
- Up Late (Concord Picante, 1988)
- Simpatico (Kamei, 1991)
- Rendezvous (Kamei, 1992)
- Solo (GSP, 1992)
- Angel's Serenade (Concord Jazz, 1994)
- In the Enchanted Garden mit Kevin Kern (Real Music, 1996)
- California (Concord Vista, 1996)
- Passport to the Heart (Concord Jazz, 1997)
- Guitarra Latina Romantica (2013)

## DVD
- Fingerstyle-Jazz-Gitarrensoli (Mel Bay, 2003)
- Latin Jazz Gutar (Mel Bay, 2008)